# Тань Цзунлян
Тань Цзунлян  (кит.: 谭宗亮, 29 жовтня 1971) — китайський стрілець, олімпійський медаліст.

## Виступи на Олімпіадах
| Олімпіада    | Дисципліна                  | Місце |
| ------------ | --------------------------- | ----- |
| Атланта 1996 | пневматичний пістолет, 10 м | 6     |
| Сідней 2000  | пневматичний пістолет, 10 м | 11T   |
| Афіни 2004   | пневматичний пістолет, 10 м | 9     |
| Афіни 2004   | довільний пістолет, 50 м    | 10T   |
| Пекін 2008   | пневматичний пістолет, 10 м | 10    |
| Пекін 2008   | довільний пістолет, 50 м    | 2     |
| Лондон 2012  | пневматичний пістолет, 10 м | 12    |